# Історія шампанського вина

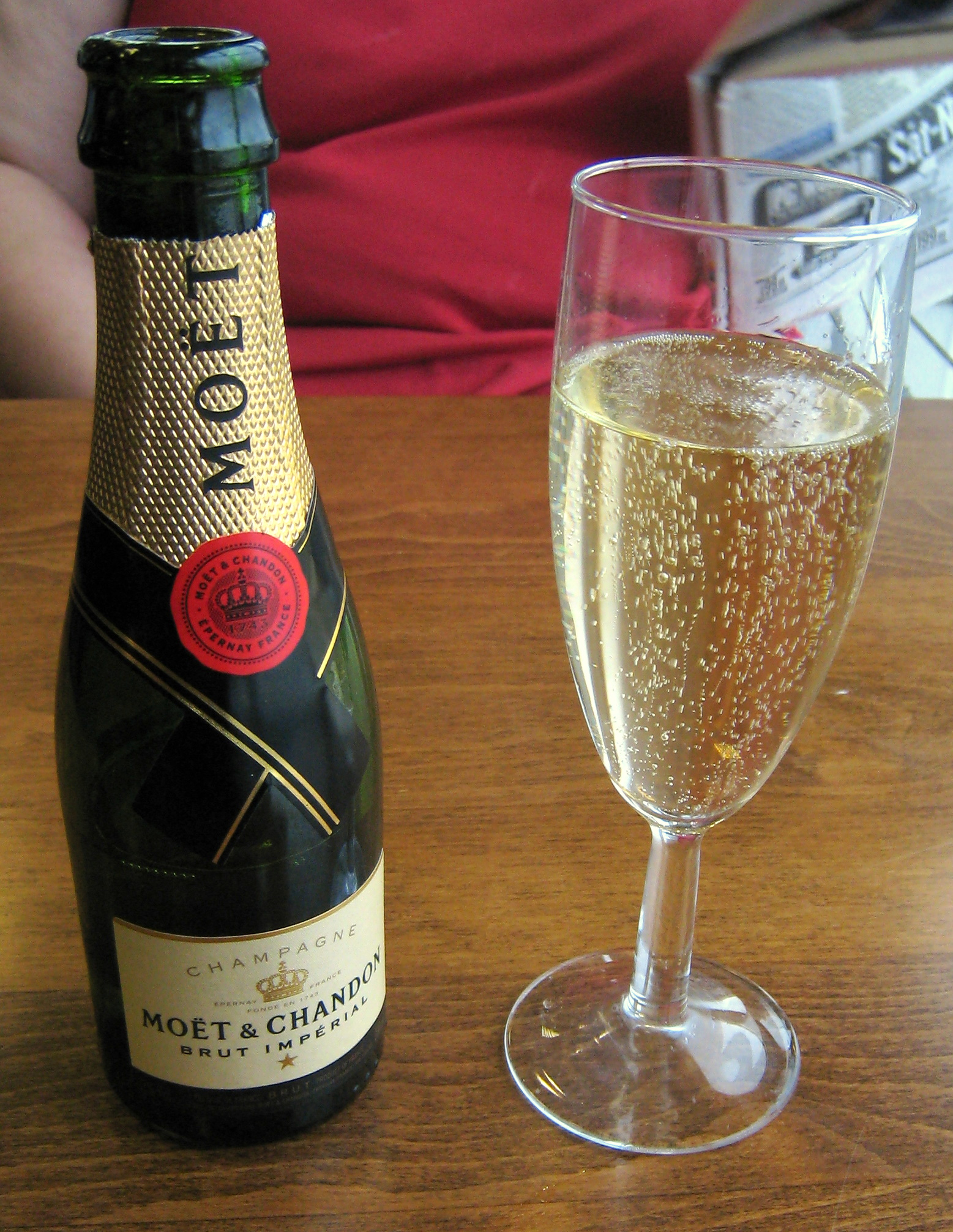
Незважаючи на те, що більшу частину свого історії шампанське було не ігристим червоним вином, найбільшу світову популярність одержало саме біле ігристе шампанське.

Історія шампанського вина є історією еволюції рожевого вина з тьмяним відтінком в ігристе вино, назва якого зараз міцно асоційована з назвою виноробного регіону Шампані. Ще римляни першими висадили виноград в цій області на північно-сході сучасної Франції, а його культивування в регіоні почалося не пізніше V століття. Гуго Капет, що став королем Франції в 987 році в кафедральному соборі Реймса, розташованого в самому серці регіону, поклав традицію для наступних монархів використовувати місцеве вино на бенкетах з нагоди коронації. Ранні вина Шампані, були рожевими винами з сірим відтінком, які виготовлялись з винограду сорту піно нуар.
Жителі Шампані заздрили славі вин, які виготовляли їхні південні сусіди в Бургундії і прагнули домогтися такого ж визнання свого вина. Однак більш північний клімат регіону поставив виноробів Шампані перед серйозними труднощами у виробництві червоного вина. Перебуваючи у межі області сталого виноградарства, плоди з труднощами дозрівали повністю і, як правило, мали дуже високою кислотність та низький рівень вмісту цукру. Ці вина порівняно з винами Бургундії були менш щільними по консистенції і більш тьмяним по відтінку.
Крім усього іншого, низькі температури зимового періоду раніше відведеного терміну зупиняли процес бродіння у винних підвалах, вганяючи в сплячку дріжджові клітини, які потім прокидалися під впливом весняного тепла і бродіння починалося знову. Одним з побічних продуктів процесу бродіння було вивільнення вуглекислого газу, який залишався всередині вина, якщо воно було вже розлите по пляшках, викликаючи високий тиск всередині. Тиск всередині тендітних французьких винних пляшок часто ставало причиною вибуху, створюючи безлад у винних підвалах. В уцілілих пляшках вино містило бульбашки, і цей факт був дуже неприємний для виноробів Шампані того часу і вважався за недолік. Ще в XVII столітті винороби Шампані, особливо монах - бенедиктинець дім Періньон (1638-1715), наполегливо намагалися позбавити своє вино від бульбашок.
У той час як винороби Шампані і їх французькі покупці надавали перевагу тьмяним і неігристим винам, покупці в інших країнах оцінили смак унікального вина з бульбашками. Ігристий варіант шампанського ставав все більш популярним, особливо серед королівських сімей і заможних осіб. Після смерті Людовика XIV в 1715 році, ігристий варіант шампанського став улюбленим напоєм при дворі регента Пилипа II Орлеанського. Все більше виноробів Шампані намагалися навмисне викликати грайливість своїх вин, але у них було мало знань про суть виникнення цього процесу, а також про те, як зміцнити винну пляшку, щоб вона витримувала тиск.
Ці складнощі були успішно подолані в XIX столітті і індустрія шампанських вин почала формуватися в тому вигляді, в якому ми знаємо її в наш час. Успіхи виноробного дому Вдова Кліко в розробці традиційного способу виробництва шампанського — шампанського методу (фр. méthode champenoise) — зробили виготовлення ігристого вина вельми прибутковим бізнесом і в цей період було відкрито безліч знаменитих зараз будинків шампанських вин, у тому числі Krug (1843 рік), Pommery (1858 рік) і Bollinger (1829 рік). Стан виноробів Шампані і слава шампанських вин зростали аж до серії криз, що сталися на початку XX століття. В Європі з'явився шкідник філоксера, виноградарі бунтували в 1910-1911 роках, російський і американський ринки збуту були втрачені через революції 1917 року і введення сухого закону, а дві світові війни перетворили виноградники Шампані в поля битв.
Проте в новітній історії ми бачимо відродження популярності шампанського вина, вина, яке асоціюється зі святами і розкішшю. Порівняно з 1950 роком його продажу зросли в чотири рази. В наші дні на 35000 гектарах виноградників виробляється понад 200 мільйонів пляшок шампанського, а зростаючий глобальний попит змушує французькі регулюючі органи шукати можливість розширення меж виноробного регіону, щоб підвищити обсяг виробництва шампанського.